# Quyền miễn trừ của nghị sĩ quốc hội
Quyền miễn trừ của nghị sĩ quốc hội là đặc quyền của nghị sĩ dân cử (có thể từ Thượng viện hay Hạ viện đối với quốc hội lưỡng viện) được hệ thống pháp luật nước sở tại quy định, thường được miễn trừ việc truy tố, bắt giam. Để truy tố các nghị sĩ này, một tòa án công lý tối cao hay chính quốc hội phải bãi bỏ quyền miễn trừ của họ. Điều này làm giảm khả năng ép buộc một thành viên của quốc hội thay đổi lá phiếu của họ vì lo sợ bị truy tố.

## Việt Nam
Ở Việt Nam cả đại biểu dân cử ở cấp địa phương cũng được quyền miễn trừ.
- Điều 37 Luật Tổ chức Quốc hội năm 2014 quy định về quyền miễn trừ của đại biểu Quốc hội Việt Nam. Theo đó, Đại biểu Quốc hội có quyền miễn trừ khi làm nhiệm vụ, cụ thể: Không được bắt, giam, giữ, khởi tố đại biểu Quốc hội, khám xét nơi ở và nơi làm việc của đại biểu Quốc hội nếu không có sự đồng ý của Quốc hội Việt Nam hoặc trong thời gian Quốc hội không họp, không có sự đồng ý của Ủy ban thường vụ Quốc hội. Việc đề nghị bắt, giam, giữ, khởi tố, khám xét nơi ở và nơi làm việc của đại biểu Quốc hội thuộc thẩm quyền của Viện trưởng Viện kiểm sát nhân dân tối cao. Đại biểu Quốc hội không thể bị cơ quan, tổ chức, đơn vị nơi đại biểu công tác bãi nhiệm, cách chức, buộc thôi việc, sa thải nếu không được Ủy ban thường vụ Quốc hội đồng ý.[1]
- Điều 100 Luật Tổ chức chính quyền địa phương quy định quyền miễn trừ của đại biểu Hội đồng nhân dân. Theo đó, không được bắt, giam, giữ, khởi tố đại biểu Hội đồng nhân dân, khám xét nơi ở và nơi làm việc của đại biểu Hội đồng nhân dân nếu không có sự đồng ý của Hội đồng nhân dân hoặc trong thời gian Hội đồng nhân dân không họp, không có sự đồng ý của Thường trực Hội đồng nhân dân. Trường hợp đại biểu Hội đồng nhân dân bị tạm giữ vì phạm tội quả tang thì cơ quan tạm giữ phải lập tức báo cáo để Hội đồng nhân dân hoặc Thường trực Hội đồng nhân dân xem xét, quyết định.[2]